# Buitinga nigrescens
Buitinga nigrescens là một loài nhện trong họ Pholcidae. Loài này được phát hiện ở Kenia và Tanzania.